# Heteroconis cornuta
Heteroconis cornuta är en insektsart som beskrevs av Monserrat 1982. Heteroconis cornuta ingår i släktet Heteroconis och familjen vaxsländor. Inga underarter finns listade i Catalogue of Life.